# Hans Sillescu
Hans Sillescu (* 5. Oktober 1936 in Frankfurt am Main; † 1. August 2023) war ein deutscher Chemiker (Physikalische Chemie). Er war Professor an der Johannes-Gutenberg-Universität Mainz.

## Leben
Sillescu studierte ab 1956 Chemie an der Johann Wolfgang Goethe-Universität Frankfurt am Main mit dem Diplom 1961 und der Promotion 1964 (Kernquadrupolkopplung in einigen Kobalt(III)-Komplexen) bei Hermann Hartmann, unter dem er eine NMR-Gruppe aufbaute und NMR zunächst (entsprechend einem Forschungsschwerpunkt seines Lehrers Hartmann) auf Komplexchemie anwandte. Als Post-Doktorand war er 1966/67 an der University of California, Los Angeles bei Daniel Kivelson und an der Harvard University bei Roy Gordon und begann sich mit dynamischen NMR-Untersuchungen zu befassen. 1968 habilitierte er sich bei Hartmann an der Johann Wolfgang Goethe-Universität Frankfurt am Main (Theorie der Spin-Gitter-Relaxation in Flüssigkeiten).
1971 wurde er in Frankfurt Professor für Physikalische Chemie. Von 1975 bis zur Emeritierung 2002 war er Professor in Mainz (als Nachfolger von Günter Victor Schulz). 1987/88 war er dort Dekan des Fachbereichs Chemie.
Er befasste sich mit der theoretischen und experimentellen Untersuchung langsamer komplexer Moleküldynamik, in (komplexen) Flüssigkeiten, Polymeren (wo er insbesondere für NMR-Untersuchungen mit Deuteron-NMR bekannt ist), Kolloiden und in der Dynamik des Glasübergangs. Er benutzt dazu NMR-Spektroskopie (Untersuchung sehr langsamer Rotations- und Translationsbewegungen), dynamische Lichtstreuung (Photonenkorrelationsspektroskopie, forcierte Rayleigh-Streuung) und Licht-Mikroskopie mit digitaler Bildverarbeitung. Von 1983 bis 1987 war er Sprecher des Sonderforschungsbereichs Chemie und Physik der Makromoleküle (der von 1968 bis 1987 bestand). Außerdem war er am SFB Glaszustand und Glasübergang nichtmetallischer amorpher Materialien beteiligt.
Als Hobby spielte er Violoncello.

## Schriften (Auswahl)
- Kernmagnetische Resonanz: Einführung in die theoretischen Grundlagen, Springer Verlag 1966
- mit Daniel Kivelson: Theory of Spin–Lattice Relaxation in Classical Liquids, Journal of Chemical Physics, Band 48, 1968, S. 3494
- Theory of Molecular Reorientation in Liquids: Magnetic Spin Resonance Line Shapes, Journal of Chemical Physics, Band 54, 1971, S. 2110
- mit Hans Wolfgang Spieß: Solid echoes in the slow motion region, Journal of Magnetic Resonance, Band 42, 1981, S. 381–389
- Irreversible processes, American Journal of Physics, Band 41, 1973, S. 611
- mit Inyong Chang: Heterogeneity at the Glass Transition:  Translational and Rotational Self-Diffusion, J.  of Physical Chemistry  B, Band 101, 1997, S. 8794–8801
- Multidimensional nuclear magnetic resonance in complex liquids analyzed by a simple model for non‐Markovian molecular reorientation, J. Chem. Physics, Band 104, 1996, 4877
- Heterogeneity at the glass transition: a review,  Journal of Non-Crystalline Solids, Band 243, 1999, S. 81–108
- mit  R. Böhmer, G. Diezemann, G. Hinze:  Heterogeneity at the glass transition: what do we know ?,  J. Non-Cryst. Solids, 307-310, 2002, S. 16–23
- mit A. Döß, M. Paluch, G. Hinze: From strong to fragile glass formers: secondary relaxations in polyalcohols, Phys.Rev.Letters, Band 88, 2002, S. 95701–1-4